# Флаг Выборга
Флаг муниципального образования «Город Выборг» Выборгского муниципального района Ленинградской области Российской Федерации — опознавательно-правовой знак, составленный и употребляемый в соответствии с вексиллологическими правилами и являющийся официальным символом муниципального образования.
Первоначально данный флаг был утверждён 4 декабря 2003 года как флаг муниципального образования «Выборгский район Ленинградской области» и внесён 28 декабря 2004 года в Государственный геральдический регистр Российской Федерации с присвоением регистрационного номера 1692. До муниципальной реформы 2006 года, ввиду единой администрации, флаг был символом Выборга и Выборгского района. После муниципальной реформы 2006 года было образовано муниципальное образование «Выборгский район» с входящим в его состав, среди прочих, муниципальным образованием «Выборгское городское поселение» (с 1 июня 2010 года — муниципальное образование «Город Выборг» Выборгского района Ленинградской области).
28 марта 2006 года, решением Совета депутатов муниципального образования «Выборгское городское поселение» № 57, данный флаг, наряду с гербом, стал официальным символом муниципального образования.

## Описание
«Флаг муниципального образования воспроизводит символику герба муниципального образования и представляет собой прямоугольное полотнище с соотношением сторон 2:3, разделённое по горизонтали на 3 части (полосы), верхнюю — красную, среднюю — жёлтую и нижнюю — сине-голубую, ширина которых составляет, соответственно, 5/12, 1/6 и 5/12 ширины флага.
На верхней (красной) полосе флага изображены три одинаковые жёлтые короны с тонкими красными контурами, расположенные вдоль полосы (одна возле другой); каждая корона имеет три крестовидных (трёхлапых) зубца, из которых средний виден полностью.
Каждая корона вписывается в условный прямоугольник, ширина которого равна 1/4, а длина — 1/3 ширины флага. Расстояние между соседними коронами составляет 1/18 длины флага; на такое же расстояние короны равноудалены от верхней кромки и средней полосы флага. Расстояние от крайних корон до боковых кромок флага составляет 1/9 его длины.
В центре нижней сине-голубой полосы флага изображена жёлтая латинская литера W, которая равноудалена от нижней кромки и средней полосы флага. Литера вписывается в условный прямоугольник, ширина которого равна 1/3, а длина — 1/2 ширины флага.
Короны и литера имеют тот же оттенок, что и средняя полоса флага.
Цвета флага в соответствии с международным стандартом шкалы цветов Pantone:
- верхняя полоса флага — красный цвет 185C;
- нижняя полоса флага — сине-голубой цвет 300C;
- средняя полоса, короны и литера — жёлтый цвет 604CVC.

Оборотная сторона флага является зеркальным отображением его лицевой стороны».